# Страхоцин (Західнопоморське воєводство)
Страхоцин (пол. Strachocin) — село в Польщі, у гміні Старґард Старгардського повіту Західнопоморського воєводства.
Населення — 314 осіб (2011).
У 1975-1998 роках село належало до Щецинського воєводства.

## Демографія
Демографічна структура станом на 31 березня 2011 року:
|          | Загалом | Допрацездатний вік | Працездатний вік | Постпрацездатний вік |
| -------- | ------- | ------------------ | ---------------- | -------------------- |
| Чоловіки | 159     | 38                 | 112              | 9                    |
| Жінки    | 155     | 25                 | 102              | 28                   |
| Разом    | 314     | 63                 | 214              | 37                   |